# Aleksandr Czyżow
Aleksandr Czyżow (ur. 4 grudnia 1997 w Rydze) – łotewski zawodnik mieszanych sztuk walki (MMA) wagi lekkiej. Aktualnie związany z amerykańską organizacją PFL. 

## Kariera MMA

### Kariera amatorska
Czyżow w latach 2014-2017 toczył walki amatorskie. Na amatorstwie zadebiutował 17 lipca 2014 roku na lokalnej gali Ghetto Fight 1. Pokonał wówczas przez jednogłośną decyzję swojego rodaka, Antona Marczenko. 
Ostatnią walkę amatorską „Pretty Boy” stoczył na odbywającej się w Polsce gali Young Blood Night Vol. 10, gdzie przez poddanie w pierwszej rundzie zwyciężył z debiutantem, Dariuszem Różańskim.

### Kariera zawodowa
„Pretty Boy” w zawodowych startach zadebiutował 6 lutego 2016 roku na gali FREON: JFX Fights 5 w Rydze. Łotysz wygrał w debiucie przez poddanie w pierwszej rundzie.  
Pierwsza i dotychczas jedyna porażka w zawodowej karierze Czyżowa nadeszła 18 sierpnia 2017 roku na gali Naiza Fighting Championship 10. Wówczas Łotysz został znokautowany w pierwszej rundzie przez Kazacha, Archata Minbajewa. Od tamtej pory „Pretty Boy” toczył pojedynki dla takich organizacji jak King of Kings, LNK Boxing oraz WWFC. Zarówno w LNK Boxing, jaki WWFC został mistrzem, kolejno w wadze lekkiej oraz półśredniej. 

#### PFL
20 sierpnia 2022 roku stoczył walkę dla dużej, amerykańskiej organizacji Professional Fighters League. Na gali w Londynie zwyciężył przez duszenie w drugiej rundzie z Omarem Husseinem. W lutym 2023 roku organizacja PFL ogłosiła roster zawodników na sezon 2023, wśród których znalazł się Czyżow, który rywalizować będzie w kategorii lekkiej.
7 marca 2024 podczas PFL Europe 1: 2024 Regular Season przegrał przez poddanie z Włochem, Danielem Scatizzim.
10 maja 2025 w kolejnym ćwierćfinale turnieju PFL Europe w wadze lekkiej w Belfaście znokautował w pierwszej rundzie reprezentanta Szkocji, Marka Ewena.

## Osiągnięcia

### Mieszane sztuki walki
- LNK Fight Night
  - 2019: Mistrz LNK FN w wadze lekkiej[8]
- World Warriors Fighting Championships
  - 2021: Mistrz WWFC w wadze półśredniej[9]

## Lista zawodowych walk MMA
| Wynik     | Bilans | Przeciwnik (bilans przed walką) | Rozstrzygnięcie                | Runda | Czas | Rozgrywki                         | Data       | Miejsce   | Uwagi                                            |
| --------- | ------ | ------------------------------- | ------------------------------ | ----- | ---- | --------------------------------- | ---------- | --------- | ------------------------------------------------ |
| Wygrana   | 11-3   | Mark Ewen (6-1)                 | KO (lewy hak)                  | 1     | 1:33 | PFL Europe 2025: First Round 1    | 10.05.2025 | Belfast   | Ćwierćfinał turnieju PFL Europe w wadze lekkiej. |
| Przegrana | 10-3   | Daniele Scatizzi (12-7)         | Poddanie (skrętówka)           | 1     | 1:59 | PFL Europe 1: 2024 Regular Season | 07.03.2024 | Paryż     | Ćwierćfinał turnieju PFL Europe w wadze lekkiej. |
| Przegrana | 10-2   | Acoidan Duque (17-4)            | Decyzja (jednogłośna)          | 3     | 5:00 | PFL Europe 2: 2023 Regular Season | 08.07.2023 | Berlin    | Ćwierćfinał turnieju PFL Europe w wadze lekkiej. |
| Wygrana   | 10-1   | Omar Husajn (9-3)               | Poddanie (duszenie zza pleców) | 2     | 4:12 | PFL 9: 2022 Playoffs              | 20.08.2022 | Londyn    | Powrót do wagi lekkiej.                          |
| Wygrana   | 9-1    | Witalij Stojan (8-4)            | KO (lewy sierpowy)             | 1     | 3:27 | WWFC 20                           | 25.09.2021 | Kijów     | Zdobył pas mistrzowski WWFC w wadze półśredniej. |
| Wygrana   | 8-1    | Oleg Chaczaturow (8-3)          | Decyzja (niejednogłośna)       | 3     | 5:00 | WWFC 18: Kyiv Fight Night         | 14.03.2021 | Kijów     | Debiut w wadze półśredniej.                      |
| Wygrana   | 7-1    | Bajmurat Nijazow (3-2)          | TKO (ciosy pięściami)          | 1     | 0:50 | LNK Fight Night 13                | 12.10.2019 | Ryga      | Main Event                                       |
| Wygrana   | 6-1    | Sergio Hidalgo (2-3)            | Poddanie (trójkąt nogami)      | 1     | 0:30 | LNK Fight Night 12                | 19.07.2019 | Ryga      | Zdobył pas mistrzowski LNK FN w wadze lekkiej.   |
| Wygrana   | 5-1    | Oleg Jakuszew (3-1)             | TKO (ciosy pięściami)          | 1     | 3:30 | King of Kings 61                  | 27.10.2018 | Ryga      |                                                  |
| Wygrana   | 4-1    | Mantas Juozeliunas (1-0)        | TKO (ciosy pięściami)          | 1     | 3:21 | King of Kings 52                  | 02.12.2017 | Ryga      |                                                  |
| Przegrana | 3-1    | Archat Minbajew (4-4)           | TKO (ciosy pięściami)          | 1     | 3:05 | Naiza Fighting Championship 10    | 18.08.2017 | Astana    |                                                  |
| Wygrana   | 3-0    | Ilja Baranowskij (0-0)          | TKO (ciosy pięściami)          | 1     | 1:23 | FREON: A-One Show                 | 27.05.2016 | Salaspils |                                                  |
| Wygrana   | 2-0    | Žygimantas Linauskas (0-0)      | TKO (ciosy pięściami)          | 1     | 0:53 | FREON: Klondaika Gigant Fights 5  | 12.11.2016 | Tukums    |                                                  |
| Wygrana   | 1-0    | Kristaps Engels (0-0)           | Poddanie (duszenie zza pleców) | 1     | 1:00 | FREON: JFX Fights 5               | 06.02.2016 | Saldus    | Debiut w zawodowym MMA                           |